# Polnische Meisterschaften im Naturbahnrodeln 2011
Die Polnischen Meisterschaften im Naturbahnrodeln 2011 fanden am 15. Februar in Latsch in Südtirol (Italien) statt.

## Einsitzer Herren
| Rang | Name             | Klub                               | Jahrgang | Zeit |
| ---- | ---------------- | ---------------------------------- | -------- | ---- |
| 1    | Adam Jędrzejko   | KSS Beskidy Bielsko-Biała          | 1987     | –    |
| 2    | Damian Waniczek  | LKS Jastrząb Szczyrk               | 1981     | –    |
| 3    | Łukasz Goryl     | ULKS Lipowiec Czechowice-Dziedzice | 1992     | –    |
| 4    | Andrzej Laszczak | LKS Jastrząb Szczyrk               | 1976     | –    |

## Einsitzer Damen
| Rang | Name              | Klub                      | Jahrgang | Zeit |
| ---- | ----------------- | ------------------------- | -------- | ---- |
| 1    | Wioletta Ryś      | LKS Jastrząb Szczyrk      | 1992     | –    |
| 2    | Magdalena Krupa   | KSS Beskidy Bielsko-Biała | 1987     | –    |
| 3    | Aleksandra Szuler | ULKS Łoś Gołdap           | 1990     | –    |

## Doppelsitzer
| Rang | Namen                            | Klub                               | Jahrgang  | Zeit |
| ---- | -------------------------------- | ---------------------------------- | --------- | ---- |
| 1    | Andrzej Laszczak Damian Waniczek | LKS Jastrząb Szczyrk               | 1976 1981 | –    |
| 2    | Łukasz Goryl Mirosław Sojka      | ULKS Lipowiec Czechowice-Dziedzice | 1992 1995 | –    |
| 3    | Adam Jędrzejko Alan Wnuk         | KSS Beskidy Bielsko-Biała          | 1987 1994 | –    |